# Рахув (Нижньосілезьке воєводство)
Рахув (пол. Rachów, нім. Rachen) — село в Польщі, у гміні Мальчиці Сьредського повіту Нижньосілезького воєводства.
Населення — 140 осіб (2011).
У 1975-1998 роках село належало до Вроцлавського воєводства.

## Демографія
Демографічна структура станом на 31 березня 2011 року:
|          | Загалом | Допрацездатний вік | Працездатний вік | Постпрацездатний вік |
| -------- | ------- | ------------------ | ---------------- | -------------------- |
| Чоловіки | 62      | 8                  | 45               | 9                    |
| Жінки    | 78      | 9                  | 52               | 17                   |
| Разом    | 140     | 17                 | 97               | 26                   |